# メトキシ基

メトキシ基 (CH_{3}-O-)

メトキシ基（—き、methoxy group）とは、有機化学において構造式が CH3O- と表される1価の置換基。メチルオキシ基。アルコキシ基の一種。

## 導入法
塩基の存在下、ヒドロキシ基にヨードメタンや硫酸ジメチルなどのメチル化剤を反応させるとメトキシ基となる。
{\displaystyle {\ce {{R-OH}+{Base}+CH3-X->{R-OCH3}+Base\cdot HX}}}
反対に、ハロゲン化アルキルにナトリウムメトキシドを作用させるとメトキシ基が導入できるが、副反応として脱離反応が併発する可能性がある。
{\displaystyle {\ce {R-X + CH3ONa -> R-OCH3 + NaX}}}
これらはともにウィリアムソン合成に分類される。

## 置換基効果
芳香環上に存在するとき、電子供与性の強い共鳴効果と、電子求引性の誘起効果をもたらす。すなわち、ベンゼン環上においては、オルト位とパラ位の電子密度を高め、メタ位の電子密度を下げる。これは酸素原子が大きな電気陰性度と2個の孤立電子対を持つことに由来する。
また、オルトリチオ化反応 (ortho-lithiation) の手がかりとなる。